# Michel de Swaen
Michel de Swaen (Michiel de Swaen en neerlandés) fue un escritor neerlandófono de Dunkerque, en el siglo XVII, en el actual Flandes francés (departamento de Norte, en Francia).

## Obra
- De gecroonde leerse (1688)
- De Menschwording (1688)
- Le Cid (1694)
- Het leven en de dood van Jesus Christus (1694)
- Andronicus (1700)
- Catharina (1702)
- Mauritius (1702)
- Neder-duitsche digtkonde of rym-konst (1702)
- De zedighe doot van Carel den Vijfden (1704)